# Прокрутка
Прокрутка, прокручування, сленг. скролінг (англ. Scrolling) — форма подання інформації, при якій вміст (текст, зображення) рухається у вертикальному або горизонтальному напрямку. Таким чином, прокрутка не змінює вміст, але пересуває «камеру».

## Типи прокрутки
Виділяють три типи прокрутки[джерело?]:
- Лінійна або «звичайна» (об'єкти, що рухаються з'являються з одного краю екрану і зникають з іншого).
- Циклічна (об'єкт, зникнувши з одного краю з'являється з іншого).
- Така, що відскакує (об'єкт дійшовши до краю екрану змінює напрямок руху на протилежний).

## Кіно та телебачення
Найчастіше, прокрутка застосовується для того, щоб показати довгий список осіб, що беруть участь у зйомці та підготовці матеріалу (фінальні титри).
Широко відоме прокручування тексту на початку фільмів серії «Зоряні війни».
У деяких програмах, зокрема новинах, застосовується «рухомий рядок» — горизонтальне прокручування тексту в нижній частині екрану.

## Комп'ютери

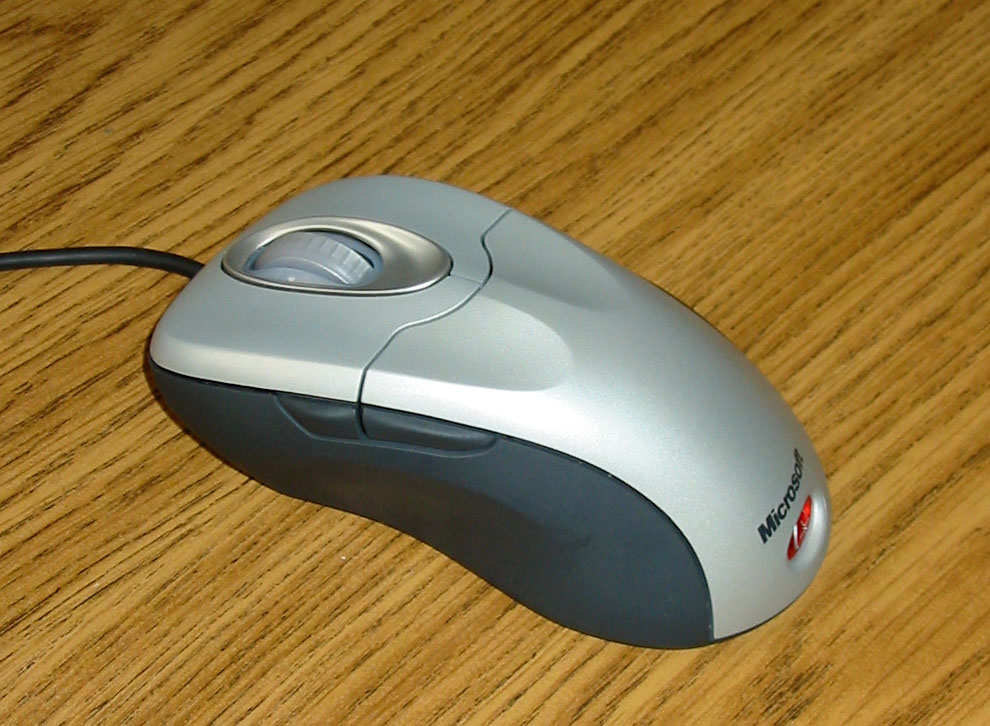
Комп'ютерна мишка Microsoft IntelliMouse з колесом прокрутки

Також скролінгом називають коліщатко комп'ютерної миші та саму дію прокручування вмісту вікна.
У комп'ютерних та відеоіграх прокрутка дозволяє гравцю контролювати об'єкт, що переміщується по великому або безперервному простору.

### Текст
У мовах із горизонтальним письмом, таких як більшість західних мов, текстові документи, довші за розмір, що вміщується на екрані, часто відображаються згорнутими і підганяються під ширину екрана, а потім прокручуються по вертикалі, щоб відобразити потрібний вміст. Можна відображати рядки, занадто довгі, щоб вміститися на екрані, без обгортання, прокручуючи їх по горизонталі, щоб переглянути кожен рядок повністю. Однак це вимагає незручного постійного прокручування рядка за рядком, тоді як вертикальна прокрутка потрібна лише після того, як ви прочитаєте весь текст на весь екран.